# Janira Martins Costa
Janira Martins Costa (* 5. Dezember 1941 in Olinda, Pernambuco; † 8. Februar 2018 in Rio de Janeiro) war eine brasilianische Entomologin, Hochschullehrerin und ehemalige Direktorin des brasilianischen Nationalmuseums in Rio de Janeiro. Sie trug wesentlich zur Identifizierung und Erforschung von Libellen in Brasilien bei.

## Leben
Costa war die Tochter des Francisco de Souza Martins und der Ana Rosa Pedreira Martins. Sie zog nach Rio de Janeiro, um sich auf die Aufnahmeprüfung für die Universität vorzubereiten, und schloss sich den Naturgeschichtskursen an der privaten Universidade Gama Filho an. Sie arbeitete bereits 1964 unter Anleitung von Newton Dias dos Santos, einem der Pioniere der Entomologie in Brasilien, als Volontärin im Nationalmuseum. Sie graduierte 1967 und trat der Universidade Federal Rural do Rio de Janeiro von 1972 bis 1976 bei. Seit 1976 unterrichtete sie am Nationalmuseum, wo sie auch forschte. Sie erhielt den Magister in Zoologie (Biowissenschaften) 1977 an der Universidade Federal do Rio de Janeiro, wo sie auch 1985 mit der Arbeit über Prachtlibellen Especiação em Mnesarete pudica (Odonata: Calopterygidae) promovierte und die Lehrbefugnis erhielt.
Ihr Forschungsschwerpunkt war die Taxonomie von Libellen (Odonata), worüber sie 96 Aufsätze, ein Buch und zehn Kapitel in Büchern über die neotropischen Odonata und die Fauna von Brasilien schrieb.  Von 1994 bis 1998 war sie Direktorin des Nationalmuseums und Gastprofessorin an der Universidade Federal de Mato Grosso do Sul in Campo Grande. 2012 zog sie sich aus dem Nationalmuseum zurück, nachdem sie die gesamte von Newton Dias dos Santos initiierte Odonata-Sammlung der Institution organisiert und erweitert hatte.
Sie starb am 8. Februar 2018 an Bauchspeicheldrüsenkrebs.

## Publikationen
Costa veröffentlichte zahlreiche wissenschaftliche Beiträge in nationalen und internationalen Fachzeitschriften.
- Breve histórico sobre Newton Dias dos Santos. In: Revista brasileira de entomologia. São Paulo, Band 33(1989), Nr. 2, S. 402–411.